# Sumisión química

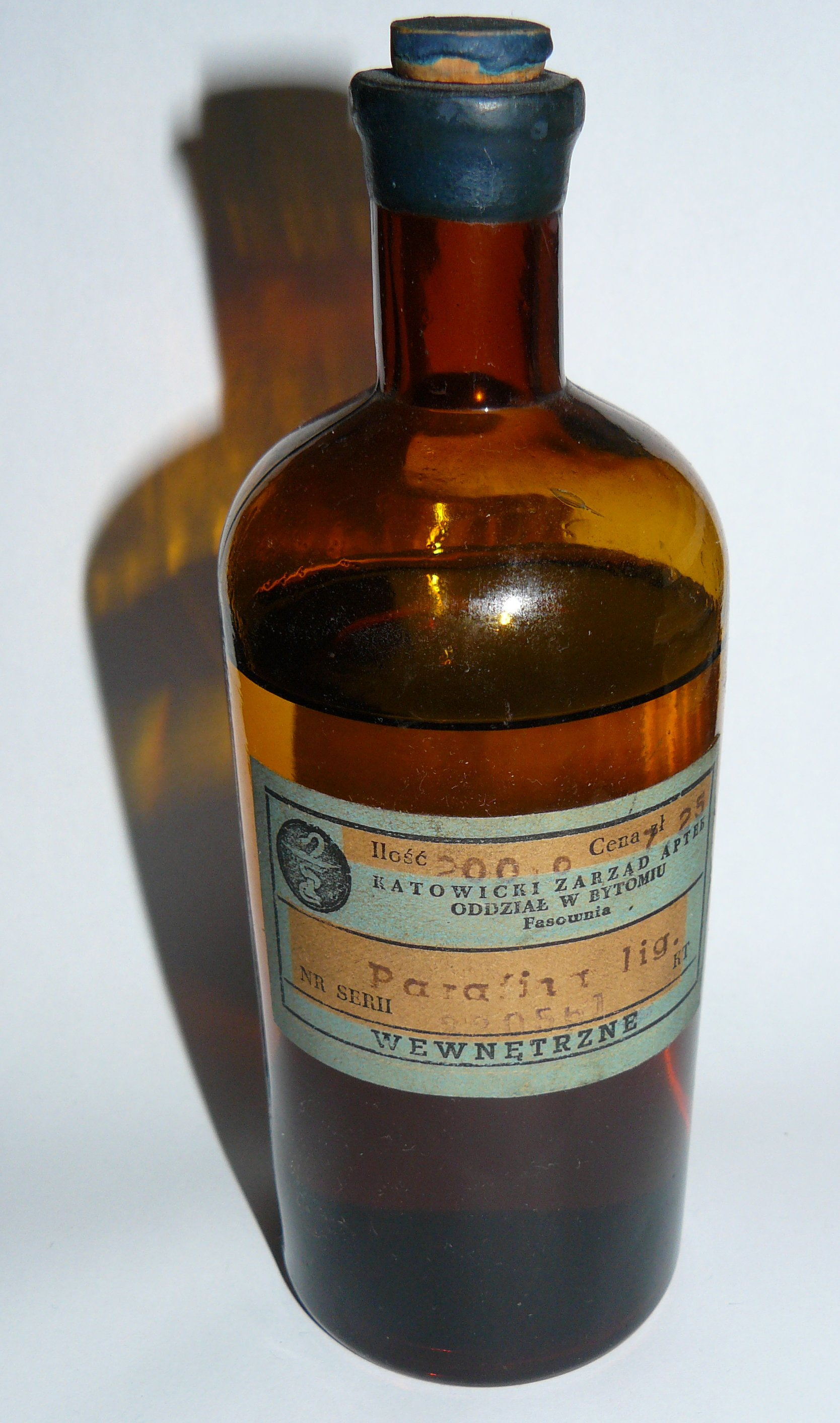
Parafina líquida en botella

La sumisión química es el término utilizado para definir el uso, sin consentimiento, de sustancias psicoactivas con fines delictivos. El uso de este tipo de sustancias deprimen el sistema nervioso central, altera el nivel de conciencia y deja a la víctima sin voluntad ni capacidad de respuesta pudiendo provocar efectos de sedación, amnesia, alucinaciones o desinhibición.
La sumisión química puede inducirse a través del consumo o a través de la inoculación de la sustancia psicoactiva.
Los delitos más frecuentes llevados a cabo bajo sumisión química suelen ser los de índole sexual, aunque también puede utilizarse para llevar a cabo robos, malos tratos o extorsión.
En los últimos años han aumentado los casos de agresiones sexuales bajo sumisión química, habiéndose reportado en España en agosto de 2022, 162 infracciones penales por sumisión química en los pasados 3 años. En el 80% de los casos registrados en España, los autores son conocidos del entorno de la víctima.

## Tipos
Según indica el Ministerio de Justicia del Gobierno de España en su guía de buenas prácticas para la actuación forense, la sumisión química puede ser de dos tipos:
- Sumisión premeditada o proactiva: cuando se le suministra a la víctima la sustancia psicoactiva sin su conocimiento.
- Sumisión oportunista: cuando el autor del delito se aprovecha del estado de vulnerabilidad de la víctima que se encuentra bajo los efectos de algún tipo de sustancia que le ha producido incapacidad o inconsciencia.

## Efectos
Algunos de los síntomas de sumisión química pueden ser: somnolencia excesiva, dolor de cabeza, pérdida de la motricidad, náuseas o vómitos, visión borrosa, alucinaciones, pérdida de memoria, desorientación o anulación de la voluntad.